# Usine Stellantis de Poissy
Le site Stellantis de Poissy dispose d'une usine de production automobile, d'une usine de production digitale et d'un « Campus Vert », situés en bordure de Seine et desservies par le chemin de fer ainsi que les autoroutes Paris-Normandie (A13/A14).
C'est avec le centre d'essais R&D de Carrières-sous-Poissy et celui du style des véhicules (ADN) à Vélizy, l'une des trois implantations du groupe Stellantis dans les  Yvelines, et avec le site Renault de Flins, l'une des deux implémentations automobiles du Grand Paris Seine & Oise.
L'usine de production automobile a une histoire qui remonte à 1937, année où fut lancé le chantier de construction de la première usine pour le compte de Ford. En 1954, Henri Théodore Pigozzi rachète le site pour y construire l'usine Simca (Fiat), puis devient la propriété de Chrysler en 1970 et de Peugeot en 1978. L'usine de production digitale, baptisée « Digital Factory », s'installe en mai 2018, au cœur de l'usine industrielle. 
Le site de Poissy devient propriété de Stellantis à la suite de la fusion des groupes Fiat Chrysler et de Peugeot SA en 2021. Un Campus Vert ouvre en 2025.

## Histoire
Bien que les travaux de construction de l'usine, initiés en 1938 par Ford SAF, mais victime de plusieurs bombardements alliés à la fin de la Seconde guerre mondiale qui obligeront à tout reconstruire après l’armistice, la première automobile n'a été produite qu'en 1946, la Ford V8-F472, une version modifiée de la Matford 13 CV V8-F92A 2 225 cm3 qui était produite à Strasbourg jusqu'en septembre 1939. Sur sa calandre, la marque Ford était inscrite dans un macaron en demi-cercle surmonté des armes de la ville de Poissy. La voiture souffrait d’une conception ancienne puisqu'elle dérivait d’un modèle développé bien avant la guerre. Elle a été produite en 7 293 exemplaires et dès le Salon de Paris 1947, la marque à l’ovale dévoile sa remplaçante, commercialisée en 1948, baptisée Vedette, vendue 620 000 francs, qui conservait un moteur V8. Cette voiture se veut bien plus moderne. En 1951, elle servira de base à un coupé, la Comète, qui reçoit même un gros moteur V8 3,9 de 105 ch sous l’appellation Monte Carlo. Mais le contexte économique de l’époque n’est pas favorable à ce style de véhicule haut de gamme. Ford finit donc par jeter l’éponge en cédant l’usine de Poissy à Simca-Fiat en 1954, pour ne garder que 15 % des parts du capital de Simca.
L'usine de production automobile de Poissy, construite par Ford-SAF, alors associé avec Mathis au sein de Matford (1938-1954), est devenue successivement la propriété de Simca-Fiat (1954-1970), puis de Chrysler (1970-1978), puis de Peugeot SA (1978-2020) et enfin, du groupe Stellantis en 2021.

### L'ère Simca-Fiat
Le premier modèle fabriqué par Simca dans les Yvelines à partir de 1955 porte encore le nom de Vedette et conserve l'ancien moteur Ford V8. Même s’il s’agit d’une nouvelle génération de cette berline, dotée d’une structure monocoque, elle reste sur un positionnement haut de gamme. Trois déclinaisons plus ou moins bien équipées sont proposées sous les noms de Trianon, Versailles et Régence. À défaut de successeur au coupé Comète, le break Marly est lancé en 1956. La gamme Vedette est revue en 1957 avec une nouvelle génération composée des Beaulieu, Chambord et Présidence. La Présidence sera aussi transformée en découvrable pour transporter les grands de ce monde, comme le général de Gaulle. En 1957, Simca réalise l'installation d'un moteur quatre-cylindres dans la caisse de la Vedette et donne naissance à l’Ariane, qui se veut sa réponse à la hausse du prix des carburants engendrée par la crise du canal de Suez. Sa carrière va se poursuivre jusqu'en 1963. L'Ariane recevra à son tour un V8 pour compenser, cette fois, des performances jugées trop faibles.
Pour faire face à l'augmentation de la demande et la production de nouveaux modèles, Simca agrandit l'usine de Poissy. L'Aronde, plus populaire que la Vedette, est fabriquée à Poissy à partir de 1959, commercialisée sous le code P60. C'est un modèle en fin de carrière puisque son assemblage avait débuté en 1951 dans l'usine de Nanterre, siège historique de Simca-Fiat, la filiale à l'hirondelle. En 1961, quelques jours avant le 15 août, Simca lance un véhicule très moderne, la 1000 qui va conforter la marque dans son rang de grand constructeur français. Mise en chantier en 1957 par Henri Théodore Pigozzi, l'emblématique directeur de Simca, cette petite voiture économique fait suite à la crise de l'énergie consécutive à la nationalisation du canal de Suez en 1956. Conçue par les bureaux d'étude Fiat de Turin sous le nom de code ZFA 122, elle reçoit le nouveau moteur Fiat 122-950 refroidi par eau, installé en porte-à-faux arrière, comme sur les Fiat 600, Renault 4CV, Volkswagen Coccinelle (refroidi par air) et la future Fiat 850. Cette petite berline compacte va connaître un énorme succès. Elle sera produite à presque 2 millions d’exemplaires pendant dix-sept ans, jusqu'en 1978. En 1963, Simca lance le duo 1300/1500, une berline familiale milieu de gamme. Mais, en 1964, l’américain Chrysler, après avoir racheté la participation de Ford (15 %) dans Simca, en rachète 10 % supplémentaires et devient actionnaire majoritaire de la marque française. Pigozzi n'arrive pas à s'opposer la montée de Chrysler qui veut s'implanter en Europe. En décembre 1962, Chrysler détient 63 % de Simca après la vente par Fiat d'une partie de ses actions. 

### L'ère Chrysler
La Simca 1100, première voiture française traction et à moteur transversal, commercialisée à partir de 1967, dérivée de l'Autobianchi Primula, sera le dernier modèle à arborer la marque Simca. Cette base a servi au Matra-Simca Rancho, sorte de SUV avant l’heure, dont les moteurs et châssis provenaient de Poissy même si l'assemblage final avait lieu chez Matra à Romorantin, dans le Loir-et-Cher.
En juillet 1970, après le rachat du solde des actions encore détenues par Fiat, Simca est renommée Chrysler France. Le duo 160/180 arbore le logo Chrysler. Jugées désuètes dès leur présentation en octobre 1970, au salon de l'Automobile de Paris, ces berlines faussement américaines auront bien du mal à trouver des amateurs. Auréolées du prestigieux titre de Voiture de l’année 1976, les 1307/1308, badgées Simca-Chysler, feront bien mieux. Le constructeur parviendra à gagner à nouveau cette récompense, deux ans plus tard, avec sa compacte Horizon, dont la carrière commerciale débute en fanfare en janvier 1978. Mais le plus petit des « Big Three » est en grande difficulté sur le marché américain. Chrysler décide de se retirer du vieux continent et, en août 1978, avec l'appui financier du gouvernement français, Chrysler France, propriétaire de la marque Simca, est repris par PSA qui va faire disparaître la marque Simca, préférant la remplacer par la marque Talbot qu'elle ressuscite (Talbot était une ancienne marque de luxe et de sport, rachetée par Simca en 1958). De 1979 à 1986, l'usine de Poissy va continuer la production des modèles Simca (ex. : Chrysler-Simca), rebaptisés un court temps Talbot-Simca, puis purement et simplement Talbot.

### L'ère PSA
En 1979, les Simca-Chrysler 1307 / 1308 / 1309 sont rebaptisées Simca-Talbot 1510, tandis qu'en 1981 l'Horizon change de marque pour devenir une Talbot. En 1980, un modèle à coffre, dérivé de la 1510 est commercialisé sous l’appellation Simca-Talbot Solara. Cette année voit en outre débarquer deux extrêmes : la citadine Talbot Samba, basée sur la Peugeot 104 et la grande Talbot Tagora. Seule la Samba connaîtra un petit succès relatif, sans parvenir à sauver l’image alors très dégradée et vieillotte de Talbot. Après l'échec de la Solara, la Tagora constituera un énorme gouffre financier pour PSA. La décision est prise de mettre le constructeur en sommeil dès la fin de 1985. Il devait pourtant lancer une toute nouvelle compacte, qui aurait dû être baptisée Arizona mais la direction de Peugeot demanda, tardivement, à ses équipes de la redessiner en s'inspirant de la 205 pour pouvoir l'intégrer dans sa gamme sous le nom de Peugeot 309.
La Peugeot 309 sera le premier modèle de la marque au lion produit à Poissy. Certains exemplaires de la petite sœur 205 y seront également fabriqués, tout comme la 104 Z. Le site industriel deviendra ensuite le « centre pilote » pour le projet 306, remplaçante de la 309. La compacte sera finalement assemblée en parallèle dans d’autres usines du groupe, mais c’est bien à Poissy qu’elle a débuté son existence. Les petites citadines 206, 207 et la première génération de 208 y seront aussi construites, tout comme l’onéreuse 1007 aux portes coulissantes, qui subira un échec retentissant. PSA mettra à disposition de Citroën ces chaînes pour quelques exemplaires de la ZX, cousine de la 306, mais surtout pour la 2e génération de C3, qui a servi de base à la DS3. Elle rejoindra la marque DS en 2016.
En 2019, la DS3 a été remplacée par le DS3 Crossback, toujours assemblé en Île-de-France et rebaptisé DS3 lors de son restylage en 2023. Ce petit SUV se retrouvera même bien seul à Poissy pendant quelque temps, puisque les 208 et C3 ont déserté peu à peu les lieux pour privilégier des pays à la main-d'œuvre moins coûteuse. Certains ont ainsi pu craindre le pire pour l’avenir du site, d’autant que ce rival « premium » des Renault Captur II ou Peugeot 2008 n’a pas vraiment déchaîné les foules. Heureusement, l’arrivée de l’Opel Mokka 2e génération en 2021 est venue redonner de l’espoir au personnel. Si on y ajoute son alter ego britannique badgé Vauxhall (entreprise), il a permis à l'usine de Poissy d'accueillir pas moins de 9 marques différentes au cours de son histoire. Un cas unique dans l’industrie automobile mondiale. Cela reste toutefois insuffisant pour assurer la pérennité de l'usine, qui a fabriqué son 18 millionième véhicule en octobre 2023.

### L'ère Stellantis
À partir de 2025, le Campus Vert ouvre ses portes pour regrouper les équipes employées dans les activités tertiaires, la R&D, les logiciels et les moyens d’essais. Huit nouveaux bâtiments et deux bâtiments réhabilités accueillent 8 200 salariés (mais 3 700 maximum par jour).

## La vie du site de Poissy
L'usine Talbot a été, en 1982 et 1983, le théâtre de grandes grèves d'audience nationale (avivées par l'arrivée de la gauche et de ministres communistes au pouvoir, lesquels souhaitaient une nationalisation complète de l'industrie automobile, relayés par la mairie communiste de Poissy). Si ces grandes grèves ont mis en lumière les dures conditions des très nombreux travailleurs immigrés de l'industrie automobile, elles ruinèrent la production et la réputation de la marque Talbot, contraignant PSA à la faire disparaître trois ans plus tard. L'usine Talbot, à deux doigts d'être définitivement fermée, va être réorganisée de fond en comble par PSA avec d'importants licenciements (autorisation contrainte mais bien obligée du gouvernement Mauroy) et l'introduction des premiers robots pour produire désormais des Peugeot. En 1996, à la suite d'une fusion industrielle, elle prend le nom d'usine PSA Peugeot-Citroën et produit conjointement des Peugeot et des Citroën. À la suite du rachat du constructeur automobile Opel/Vauxhall en 2017, filiale de General Motors, l'usine est rebaptisée au nom du « Groupe PSA » et produit des Opel dès 2021. L'usine de production digitale, baptisée « Digital Factory », s'installe en mai 2018, au cœur de l'usine industrielle. Cette usine dans l’usine rassemble trois entités qui ont pour but d’accélérer notamment la numérisation des services de toutes les marques (sites web des marques, configurateur auto, applications Smartphones, etc.). Face à la pandémie de Covid-19, un atelier spécifique est créé au sein de l'usine en 2020 afin d'aider à la production supplémentaire de respirateurs. Cet atelier assure le pré-assemblage du bloc central composant le cœur du respirateur.
Le centre technique des études de Chrysler s'installe en 1970 sur l'autre rive de la Seine, à Carrières-sous-Poissy et utilise les circuits routiers de Mortefontaine. À l'époque, le centre de Carrières fait figure d'Amérique avec ses 20 000 m² de bureaux climatisés, de salles de dessins et de surfaces industrielles. Lors du rachat en 1978 par PSA, le site devient le centre technique des études Talbot. Le nom de PSA Peugeot Citroën apparaît sur le centre technique en 1996. Le centre technique de Carrières se transforme en 2018 afin d'installer tous les moyens d'essais de recherche et de développement des moteurs qui proviennent de l'ancien site de La Garenne-Colombes.
Un premier pôle tertiaire de PSA s'installe en 2003, place Verte, à Poissy. Il regroupe des activités tertiaires du Groupe PSA dans un bâtiment de bureaux de 51 000 m2. Un second pôle tertiaire complète ce dispositif en 2006, sur la même place, regroupant principalement des activités de formations pour les collaborateurs du Groupe PSA. En juillet 2018, un centre de recherche et développement dans la motorisation des véhicules s'installe au second pôle qui devient le « Centre d'Expertise Métiers et Régions B ».
Le 16 janvier 2021, le Groupe PSA fusionne avec le groupe Fiat Chrysler Automobiles et les centres de Poissy et de Carrières prennent le nom de Stellantis.

## L'usine Terminale de construction automobile de Poissy
Le bon roi Saint Louis était loin d’imaginer que sa ville allait devenir le berceau d’une histoire automobile qui a commencé au début du siècle dernier avec les Automobiles Grégoire.

1938-1954 : Usines FORD

- 1937 : Cette vocation s’est confirmée par la Ford Motor Company qui annonce son intention de quitter l'usine Mathis de Strasbourg et de s'installer à Poissy (Seine & Oise) pour y réunir tous les services de fabrication et de montage ainsi que la direction générale et les services administratifs[10] de Ford S.A.F. (Société Anonyme Française). La capacité prévue est très importante pour l’époque. Il s’agit de produire 150 véhicules par journée de huit heures.
- 1938 : Il a fallu des mois pour trouver le terrain idéal, c'est-à-dire desservi par le train et une voie d'eau, selon la tradition Ford. Le chantier de l'usine Ford  démarre sur un terrain de 240 000 m2 à Poissy (voisin des terrains de la plaine d'Achères), le long de la ligne de chemin de fer  Paris-Le Havre et de la Seine[1].
- 1939 : À la déclaration de guerre, les travaux de construction de l’usine Ford-SAF sont arrêtés. L’usine est mise à la disposition de la Défense Nationale.
- 1940 : Poissy est occupée le 14 juin. L’usine Ford-SAF est placée sous l’autorité d’un administrateur allemand en provenance de Ford Cologne. Ford Motor Company occupe une place particulière car elle est engagée des deux côtés du conflit avec une usine à Cologne et une usine à Poissy. General Motors se trouve dans une situation similaire avec sa filiale Opel en Allemagne.

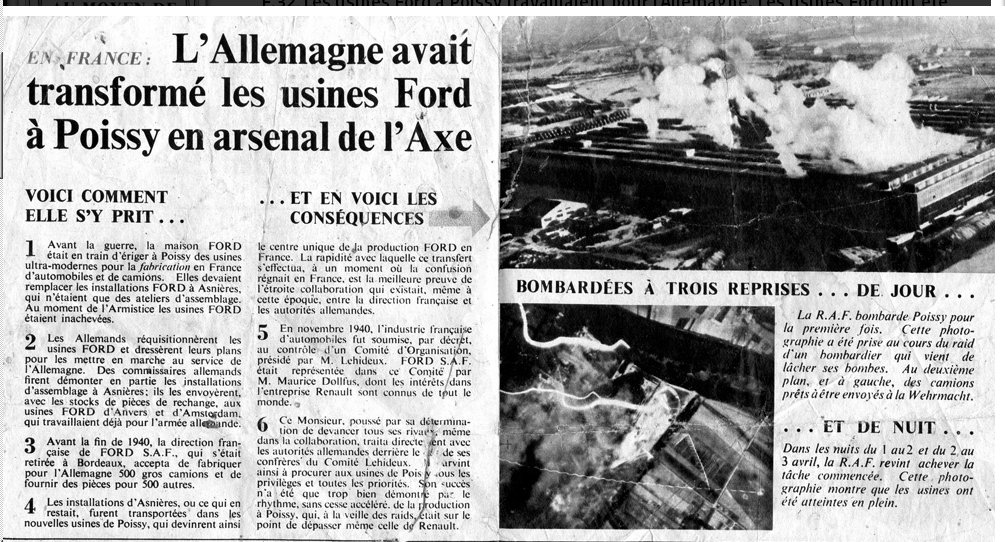
Bombardement des usines Ford de Poissy par la Royal Air Force en 1942.

- 1942 : Peu atteints en 1940, les ateliers seront durement touchés par les bombardements du 8 mars 1942. Les dégâts sont importants, la production est arrêtée pour quelques semaines. Elle allait reprendre, lorsque deux bombardements importants, aux premières heures du 2 avril arrêtent définitivement la production[11].
- 1943 : Poissy cesse la fabrication du camion français et se voit obligée de monter le modèle allemand pour Ford Cologne.
- 1944 : Poissy est libérée par l'armée américaine le 26 août. Les combats des jours précédents firent de nombreuses victimes, en particulier onze morts lors d'un bombardement le 18 août. Maurice Dollfus, dirigeant de Ford-SAF est arrêté pour collaboration et transféré à Drancy. Il est cependant très vite libéré et l'usine participe à l'effort de guerre pour les Alliés.
- 1945 : Les pouvoirs publics français annoncent, un plan quinquennal, appelé "Plan Pons", qui répartit les fabrications et les matières premières entre les marques automobiles. La priorité sera donnée aux camions afin d'aider à la reconstruction de la France. L'usine reprend donc le montage du modèle de camion français d'avant-guerre.
- 1946 : La production des véhicules de tourisme reprendra avec la fabrication des Ford V8-F472 à moteur V8 2,2 l, identique au modèle 13 CV Matford d'avant-guerre. C'est le premier véhicule particulier fabriqué à Poissy. La production des camions reprendra avec le modèle Ford F698W de cinq tonnes dit Poissy.
- 1947 : Maurice Dollfus, amène des États-Unis deux projets : un projet véhicule dessiné en 1941 par le style de Ford Dearborn (Michigan) pour la marque Mercury, mais abandonné car jugé trop petit par les américains (4,5 m tout de même). L'étude sera terminée par les études de Poissy : ce sera la Vedette, et un moteur à huile lourde (Diesel) à six cylindres, l'Hercules, qui équipera plus tard (1951) les Ford Cargo (qui finiront leur carrière sous le nom de Simca Cargo).
- 1949 : Lancement de la fabrication de la Vedette. Poissy possède un montage final et exécute entièrement l'usinage des moteurs, boîtes et ponts tout le reste est acheté. Les carrosseries des Vedette (berlines, coupés et cabriolets) proviennent de l'usine Chausson d'Asnières. Le début des années 1950 est difficile sur le plan économique. Les ventes de la Vedette ne décollent pas. La Ford Motor Company repositionne ses intérêts européens, en Allemagne et en Grande-Bretagne, et cherche un repreneur pour Poissy.

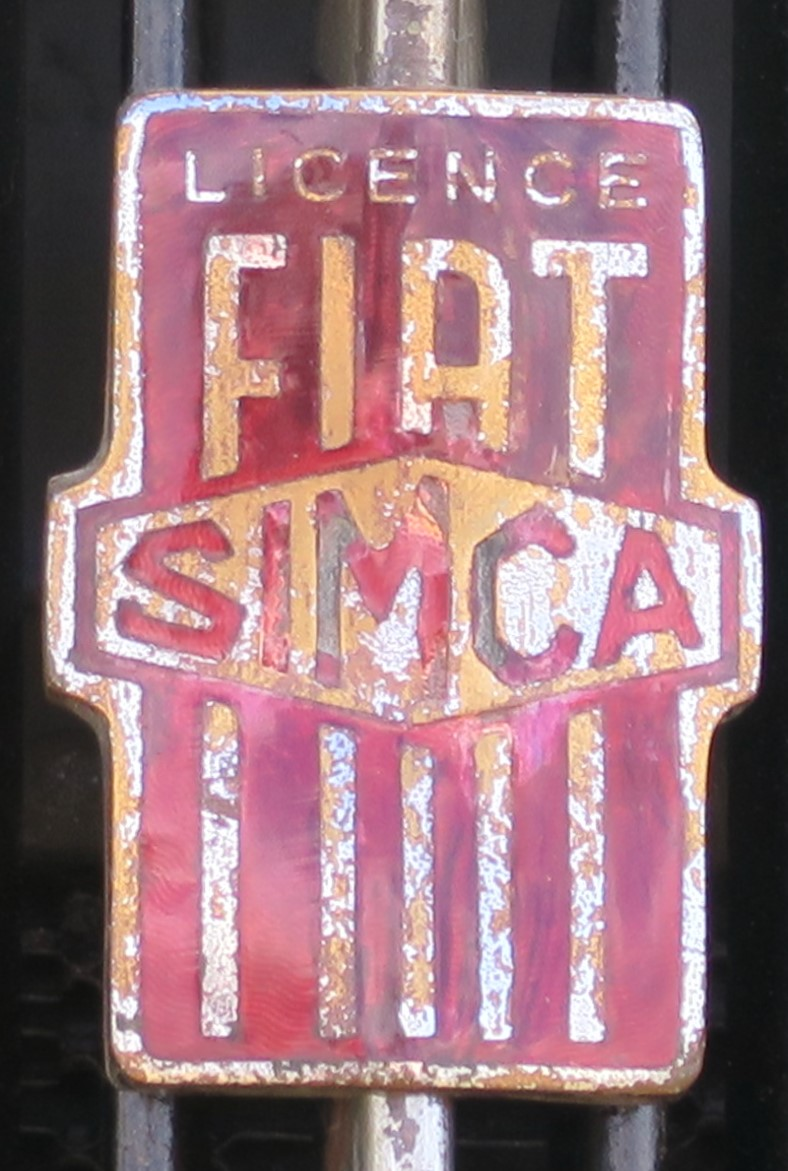
1954-1970 : usines SIMCA avec le centre d'essais de Mortefontaine.

- 1954 : SIMCA , en mal d'expansion, rachète à bon compte le constructeur Ford-SAF, qui reçoit en échange 15 % du capital de Simca. Fiat (fondateur de Simca) garde sa participation majoritaire d'origine. Avec ce rachat, Simca, quatrième constructeur français, récupère la gamme des modèles Vedette. L’augmentation des effectifs de l’usine nécessite, à la demande express du gouvernement, la construction de cités-logements à Poissy quartier Beauregard et à Vernouillet.
- 1955 : Sous l'impulsion d'Henri Pigozzi, Simca entreprend de vastes travaux pour créer le « grand Poissy » inauguré en 1958, et dote l’usine, informatisée dès 1959 et fabriquant 1000 véhicules/jour, des technologies les plus modernes[12]. La surface des ateliers de l’usine passe de 91 000 m2 à 180 000 m2.
- 1956: Simca construit également son circuit d'essais automobile dans la forêt de Mortefontaine .Le circuit a pour objet de tester ses nouveaux modèles.
- 1958 : Simca rachète le constructeur Talbot (qui avait remporté les 24 Heures du Mans en 1951). Ford vend sa participation de 15 % dans Simca à Chrysler. Avec l'ouverture de la frontière franco-Italienne permise par le Marché commun Fiat commence à se désengager de Simca.
- 1961 : Simca présente fièrement leur nouveau modèle à vocation populaire qui va être un modèle de conquête Énorme succès de la Simca 1000, qui durera jusqu'en 1978.
- 1963 : Fiat cède la majorité du capital à Chrysler qui devient ainsi propriétaire de Simca.
- 1967 : Lancement du « moteur Poissy » qui apparaîtra avec la Simca 1100.

1970-1978 : usine Chrysler avec les centres de Carrières et Mortefontaine.

- 1970 : Chrysler porte sa participation à 99,3 %. La société Simca est rebaptisée Chrysler France, mais la marque Simca est conservée pour les voitures. « Chrysler France » remplace « Simca » sur le fronton du bâtiment central de l’usine et du centre de Mortefontaine.
- 1971: Installation à Carrières-sous-Poissy du nouveau centre d'études Chrysler France du printemps 1970 au début 1971[1].
- 1976 : L'usine atteint son record de production, de 569 245 véhicules dans l'année (Simca 1000, Simca 1100, Chrysler 160/180, Simca 1307/1308), avec un effectif de 27 118 salariés[1].

1979-1996 : usine Talbot avec le centre de Carrières.

- 1978 : 10 août : Chrysler vend sa filiale Chrysler Europe (dont les marques (Simca en France, Rootes au Royaume-Uni et Barreiros en Espagne)) à PSA Peugeot Citroën (Fusion en 1976 de Peugeot SA et de Citroën SA) qui reprend donc le contrôle du site de Poissy et du Centre technique de Carrières-sous-Poissy avec les circuits de Mortefontaine. PSA Peugeot Citroën renomme l'ensemble sous la marque unique de Talbot dès le mois de juillet 1979.
- 1982 : Jean Todt, devenu directeur sportif, obtient le feu vert de monter l'équipe de Peugeot-Talbot Sport. C'est à l'usine de Poissy que reviendra la responsabilité de produire les 200 exemplaires (au A10) de la Peugeot 205 Turbo 16 nécessaire à la participation du nouveau championnat du monde des rallyes.
- 1983-1984 : Peugeot lance la production de la 205, qui sera vendue à plus de cinq millions d’exemplaires. En 1984, l'usine de Poissy démarre sa production à 56 783 Peugeot 205[1].
- 1985 : Lors de sa première saison complète, la Peugeot 205 Turbo 16 parvient à remporter le championnat du monde des constructeurs avec Timo Salonen, qui remporte de son côté le titre des pilotes. L'usine augmente sa production à 90 231 Peugeot 205 et lance la production de la Peugeot 309.
- 1986 : Le championnat de l'année est encore placé sous la domination des 205 Turbo 16 Evolution 2 avec Juha Kankkunen qui gagne le titre des pilotes, et Peugeot le titre des constructeurs pour la deuxième année consécutive. Dans l'usine, la fabrication des modèles Peugeot augmente alors que celle des modèles Talbot et Simca cessent.
- 1988 : Talbot et Cie vend les circuits de Mortefontaine à l'équipementier automobile Valeo, qui va le renommer CERAM (Centre d'Essais et de Recherches Automobile de Mortefontaine).
- 1989 : Arrêt de la production du « moteur Poissy » qui équipait encore la Peugeot 309.
- 1990 : Record de production pour la Peugeot 205 avec 210 091 véhicules dans l'année[1].
- 1992 : Début de la production de la Peugeot 306 en remplacement de la Peugeot 205 qui se termine dans l'année 1993.

1996-2017 : usine PSA Peugeot Citroën avec le centre de Carrières.

- 1996 : Après une fusion industrielle, la société Talbot et Cie disparaît du centre de production de Poissy et du centre d'études de Carrières. L'ensemble prend le nom de PSA Peugeot Citroën, site de Poissy et occupe 193 hectares. La marque Talbot est abandonnée.
- 1997 : Inauguration du nouvel « atelier des laques » de Poissy : c’est le premier en France à utiliser la technologie de la peinture hydrodiluable. Premier restylage de la 306.
- 1999 : Deuxième restylage de la 306.
- 2002 : Fin de la production de la 306 avec 1 685 470 véhicules produits sur l'usine toutes silhouettes confondues (cinq portes, quatre portes, trois portes et cabriolets)
- 2003 : Après avoir produit la Talbot Horizon et ses successeurs, Peugeot 309 et Peugeot 306, le site devient une usine pour la production de petites voitures (plate-forme 1).
- 2004 : Fermeture du Quai Talbot (Gare de Poissy), qui depuis 1960, desservait spécifiquement les salariés dans l'usine.
- 2005 : En mai, l'usine comptait 8 300 salariés auxquels s'ajoutaient plus de 900 intérimaires.
- 2006 : Montée en régime de la Peugeot 207 parallèlement à la Peugeot 206.
- 2007 : Production de la 1007 et de la 207 (berlines et SW). 273 000 véhicules produits.
- 2009 : Fin de la production de la 1007, production de la 207 restylée, de la DS 3 et de la nouvelle C3.
- 2011 : Avant le lancement de la remplaçante de la 207, la Peugeot 208 début 2012, la version 207 SW a été transférée à Madrid, en Espagne durant l'été 2011. Le 1er mars, une directrice est nommée à la tête de l'usine de production qui emploie 6 000 collaborateurs[13].
- 2012 :  Mise en production de la Peugeot 208. en remplacement de la 207. L'objectif 2012 était de retrouver une cadence proche de 1 800 véhicules par jour, soit près de 400 000 unités pour 2013 mais la conjoncture actuelle du marché automobile laisse l'avenir incertain. L'usine a consommé environ 180 GWh en 2012.
- 2013 : Lancement commercial de la Citroën DS3 Cabrio, version découvrable de la DS3.
- 2014 : L'usine emploie 6 200 personnes en mai 2014. Elle passe de deux à une seule ligne de production[14].
- 2016 : Le forum Armand-Peugeot (3 000 m2 pour le bâtiment principal), à l'entrée de l'usine, devient propriété de la ville de Poissy[15]. La superficie de l'usine passe à 152 hectares et la surface des ateliers est de 582 000 m2[16]. Le site de Poissy est aussi une usine d'emboutis destinés à 60 % aux autres usines du Groupe PSA et un atelier de peinture hydrosoluble, respectueuse de l'environnement. La capacité de production du site est d'un maximum de 1 920 véhicules par jour.

2017-2020 : usine du Groupe PSA avec le centre de Carrières.

- 2017 : Fin de la production de la Citroën C3. À la suite du rachat du constructeur automobile Opel/Vauxhall, filiale de General Motors, l'usine est rebaptisée au nom du "Groupe PSA" et produit des Opel dès 2021[6].
- 2017-2018 : L'usine est compactée pour passer à 86 hectares[17]. Le bâtiment B5, à l'entrée de l'usine, est détruit partiellement avec la création d'un parking permettant d'accueillir les nouveaux collaborateurs du centre d'expertise[18]. Un centre de 3 000 m2, baptisé « Digital Factory », s'installe au bâtiment C33[2]. La centaine de modèles de la collection de l'Aventure automobile de Poissy a été déménagée dans le bâtiment D5-1 en vue d'un projet pour la création d'un musée qui regroupera également la collection du conservatoire Citroën et DS[19]. Construit par Chrysler au 20 rue de Migneaux, le centre Maurice Clerc de 45 000 m2, dédié aux employés (Association sportive et culturelle des automobiles Peugeot), ferme définitivement ses portes pour des logements sur 4,5 hectares. Son château se transforme en restaurant[20].
- 2018-2019 : Fin de la production de la DS 3 Cabrio.et lancement commercial du DS 3 Crossback.
- 2019 : L'usine terminale produit annuellement près de 175 000 véhicules du segment B et emploie 4 000 personnes[16]. Elle produit actuellement le modèle de DS 3 Crossback, lancé en mai.

- 2020 : Face à la pandémie en France, afin de produire 10 000 respirateurs supplémentaires en 50 jours (Avril-Mai)[7], un atelier spécifique est créé au sein de l'usine avec 55 collaborateurs[8]. L'atelier Osiris assure le pré-assemblage du bloc central composant le cœur du respirateur. Enfin, l'usine terminale d'Air Liquide à Antony (Hauts-de-Seine) réalise l'assemblage de ces blocs dans les respirateurs[21].

Depuis 2021 : usine Stellantis avec le centre de Carrières.

- 2021 : Le 16 janvier, le groupe PSA devient Stellantis, un nouvel ensemble issu de sa fusion avec le groupe Fiat Chrysler Automobiles. Le 29 octobre, Stellantis annonce la construction d'un Campus Vert de 60 000 m², réunissant recherche et développement et activités tertiaires au sein de l'usine[22]. Avec plus de 11 000 collaborateurs, Stellantis conforte son implantation à Poissy et confirme son engagement pour le climat[23].

## Centre d'expertise de Poissy

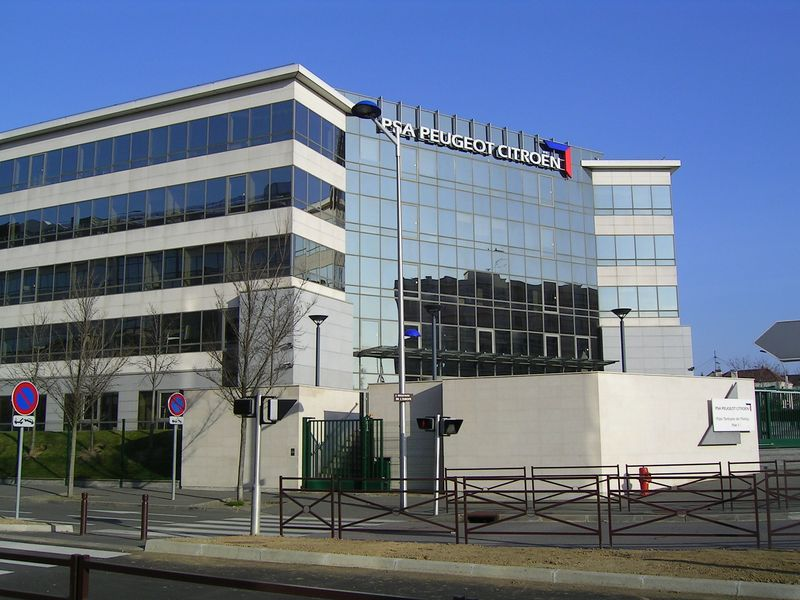
Centre Expertise Métiers et Régions de l'usine Stellantis de Poissy.

Le Centre d'Expertise des Métiers et Régions, construit à proximité immédiate de l'usine, se compose de deux immeubles de bureaux d'une superficie totale de 68 000 m2 et de 74 000 m2 de parkings couverts (CEMR A en 2003 et CEMR B en 2006).
- 2003 : le premier bâtiment fut construit entre 2002 et 2003 en moins de douze mois par le groupe Meunier. Les 51 000 m2 ont été inaugurés le 3 mars 2003. Ils abritent 3000 collaborateurs liés aux activités tertiaires du groupe (gestion-finance, qualité, ressources humaines, achats, informatique et fabrication). Il dispose en plus de 54 000 m2 de parkings couverts[24].
- 2006 : le pôle tertiaire 2 est sorti de terre pour accueillir 1500 collaborateurs de plus sur 17 000 m2 et 20 000 m2 de parkings couverts[25]. On y installe le centre de formations du groupe qui dispose d'un amphithéâtre ainsi que de nombreuses salles spécialisées dans les différents métiers de l'automobile.
- 2010 : le centre de formations du pôle tertiaire 2 devient l'Université PSA permettant de former l'ensemble des collaborateurs. Ce nouveau dispositif, lancé en Avril, repose sur des relations durables avec les milieux académiques[26].
- 2017 : le 26 janvier, le groupe PSA annonce envisager le regroupement des activités de recherche et de développement à Poissy pour créer un centre de recherche et développement d'excellence mondial dans la motorisation des véhicules (pôle tertiaire 2)[9]. Avec le départ du siège de PSA de l'avenue de la Grande-Armée à Paris pour Rueil-Malmaison, les 3 000 salariés du pôle tertiaire 1 sont rejoints en septembre par 1 300 employés venus d'autres sites[14]. Le pôle tertiaire (1 et 2) devient le centre d'expertise métiers et régions (CEMR A et B).
- 2018 : à la suite des travaux de rénovation, les 2 200 ingénieurs et techniciens du site de La Garenne-Colombes s'installent au centre d'expertise de Poissy et au centre d'essais de Carrières-sous-Poissy en juillet. Ces nouveaux centres regroupent principalement les activités de la Direction chaine de traction et châssis, de la recherche ainsi que la Direction des systèmes électricité électronique. Le Centre d'expertise métiers et régions (A + B) regroupe environ 6 500 personnes[17].
- 2020 : à partir de juillet, les collaborateurs des sièges du Groupe PSA et de PSA Banque France[27], s'installent progressivement au Centre d'Expertise Métiers et Régions. À la suite de ces déménagements vers Poissy (Yvelines), les anciens sites PSA de Rueil-Malmaison (Hauts-de-Seine) et Gennevilliers (Hauts-de-Seine) ferment. Les sièges des marques Peugeot, Citroën, DS et PSA Banque sont transférées à Poissy.
- 2021 : à la suite de la crise du Covid en 2020 et du développement du télétravail généralisé, Stellantis envisage de quitter Trappes (ancien siège FCA France), le centre technique de Vélizy et le centre d'expertise. Stellantis prévoit la construction d'un campus vert de 60 000 m² pour concentrer ses équipes sur le centre de production de Poissy[28].
- 2022 : après 50 ans d'exploitation sous différentes activités, Stellantis quitte Trappes (160 000 m²) le 24 juin 2022. Les 500 collaborateurs des entités FCA France, FCA Motorvillage et FCA Services déménagent à Poissy pour rejoindre les autres équipes de Stellantis au centre d'expertise[23].
- 2023 : le centre d'expertise héberge plus de 2 400 collaborateurs provenant du centre de recherche et développement de Vélizy.
- 2025 : L'ensemble des équipes du centre d'expertise rejoignent le Campus Vert [23].

## École professionnelle de Poissy
Il semble qu'il y ait une école qui n'a jamais fermé, l'école professionnelle de Poissy.
- 1941 : la Ford SAF ouvre l'école d'apprentissage Edsel Ford dans l'usine de Poissy. Ses enseignants sont bien souvent d'anciens ouvriers de Matford, les meilleurs que l'on trouve sur place. Ceux que l'on appelle les "Alsaciens de Poissy" sont réputés tant pour leur compétence technique, leur sens des hiérarchies, que leur autorité.
- 1956 : avec la création du « Grand Poissy » par Fiat (fondateur de Simca), l'école devient l'école professionnelle Simca.
- 1960-1970 : elle devient l'une des meilleurs écoles professionnelles. Les habitants de Poissy et des environs ont toujours présenté un nombre de candidats supérieur au nombre de places disponibles.
- 1970 : l'école professionnelle devient l'école professionnelle Simca Chrysler France.
- 1978 : après le rachat par PSA, l'école devient l'école de formation professionnelle Talbot.
- 1998 : en juillet, l'école de formation professionnelle de la société Talbot devient l'école technique privée Peugeot Poissy.
- 2008 : en septembre, PSA se sépare du bâtiment de 5 000 m2 qui accueillait les locaux de l'école professionnelle au 113 boulevard Robespierre[29].
- 2010 : Transformation de l'école technique du Groupe PSA : 600 jeunes sont ainsi concernés chaque année par le dispositif de l'École sans mur qui leur permet de se former aux techniques de réparation automobile du groupe PSA avec un cursus adapté et enrichi[30].
- 2015 : Renouvellement de l'accord cadre concernant le partenariat avec l'Éducation nationale dont l'École sans mur.
- 2020 : L'École sans mur change de nom et devient l'École des métiers de l'automobile PSA, en partenariat avec l'Éducation nationale (65 lycées partenaires).
- 2021 : L'École sans mur porte un nouveau nom et devient l'École des Métiers de l'Automobile Stellantis, en partenariat avec les marques Peugeot, Citroën, DS et l'Éducation nationale[31].

## Musée automobile
- 1984 : Création de l’association « L’Aventure Automobile à Poissy – CAAPY » par des collaborateurs  passionnés, la plupart à la retraite, a pour vocation de rappeler tous les événements qui ont jalonné la riche histoire de l’usine automobile de Poissy[32]. Elle sauvegarde et met en valeur non seulement les véhicules qui en sont issus, mais aussi les moyens utilisés pour les fabriquer.
- 2002 : Le groupe PSA inaugure, le 27 novembre, un musée rassemblant plus de 70 modèles mythiques au centre technique de Carrières sous Poissy. La Collection de l'Aventure Automobile de PoissY (CAAPY) retrace le patrimoine automobile des différentes marques qui s'y sont succédé.
- 2015 : Depuis juillet, la CAAPY est une composante de l’association, "l’Aventure Peugeot Citroën DS"[33] qui regroupe au sein d’une même structure, les entités de sauvegarde des marques automobiles du groupe PSA et deux entités patrimoniales qui sont le centre d'archives de Terre Blanche et la CAAPY.
- 2018 : Lancement d'un projet concernant la création d'un nouveau musée regroupement les voitures du conservatoire Citroën et de la CAAPY. Le futur musée s'installerait dans le bâtiment D5-1, situé idéalement à l'entrée de l'usine et proche de la Gare SNCF de Poissy[34]. La CAAPY emménage déjà dans ce nouvel espace car le centre technique de Carrières-sous-Poissy se transforme afin d'installer tous les moyens d'essais de recherches et de développements des moteurs qui proviennent de l'ancien site de La Garenne-Colombes[9].
- 2018 : Inauguration à Poissy d'une rue Henri Pigozzi – italien mandaté par Fiat en 1935 (l'usine Simca démarra le 1er juillet 1935), patron charismatique de Simca jusqu'à sa vente à Chrysler – qui, aidé ou contraint[35] par le gouvernement de l'époque, fit construire pas moins de 2 000 logements à Beauregard et à La Coudraie pour les collaborateurs du site automobile[36]. Cette nouvelle rue a été inaugurée à l'occasion des journées du patrimoine, le 16 septembre avec la parade d'anciennes Simca[37] au sein du quartier réhabilité de la Coudraie[38].
- 2023 : La Collection de l'Aventure Automobile de PoissY (CAAPY) réouvre afin de pouvoir admirer à nouveau les voitures historiques fabriquées à l’usine de Poissy[39].

## Liste des véhicules produits à Poissy par date de lancement
- 1940-1955 : Camions Ford[40]
  - 1940-1944 : Production de camions militaires.
  - Fin 1945 : Camion civil "5 Tonnes Poissy" à cabine avancée (type F-698 W) et le 3,5T (type F-198 T puis F-598 T).
  - 1949 : Le camion civil Ford Cargo succède au "5 Tonnes Poissy".
- 1946-1948 : La production des voitures particulières redémarre avec la Ford V8-F472[40].

- 1948-1952 : Ford Vedette[40]

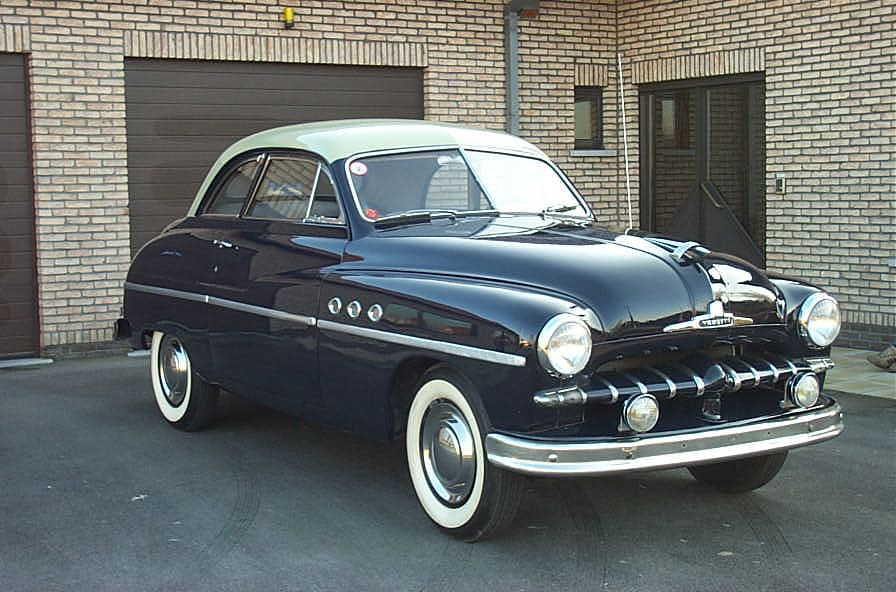
Ford Vedette, 1949-1954.

  - Vedette 49: Première nouveauté Française d'après guerre au salon de Paris 1948.
  - Vedette 50: 2 nouvelles carrosseries avec un cabriolet et un coupé 4 places.
  - Vedette 51: Nouvelle boite 4 vitesses Cotal.
- 1951-1954 : Ford Comète (somptueux coupé 4 places dérivé de la Vedette)[40]
- 1952-1955 : Ford Abeille(F-492 C), mi-utilitaire de 500 Kg mi-véhicule tourisme[40]
- 1953-1955 : Ford Vendôme
- 1953-1955 : Ford Vedette[40]
  - Vedette 53 : Nombreuses améliorations avec garantie totale de 50.000 km ou d'un an.
  - Vedette 54: Clé de contact actionne désormais le démarreur.
- 1955-1957: Simca Vedette 1re série :
  - Trianon - Versailles - Régence - Marly
- 1957-1961: Simca Vedette 2e série : 
  - Beaulieu – Chambord – Présidence – Marly
- 1957-1963 : Simca Ariane
- 1959-1963 : Simca Aronde (P60 : Personnalisation jusqu'à 16 Modèles disponibles en 1960)[1]

- 1961-1978 : Simca 1000
- 1961-1967 : Simca Coupé 1000
- 1963-1966 : Simca 1300
- 1964-1966 : Simca 1500
- 1967-1971 : Simca 1200 S Coupé
- 1967-1981 : Simca 1100 Berline
- 1967-1981 : Simca 1100 Break
- 1966-1975 : Simca 1501 S
- 1970-1980 : Chrysler 180
- 1975-1979 : Simca 1307 Simca 1308

- 1977-1985 : Simca-Talbot Horizon
- 1979-1982 : Talbot 1510
- 1980-1986 : Talbot Solara
- 1980-1983 : Talbot Tagora
- 1981-1986 : Talbot Samba

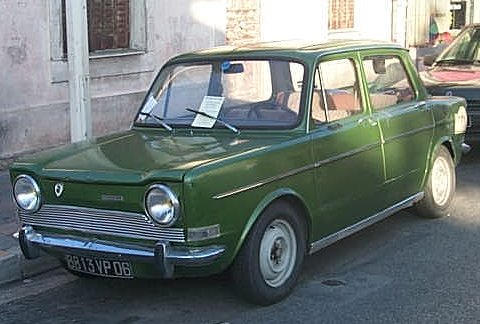
Simca 1000, 1968–1976.

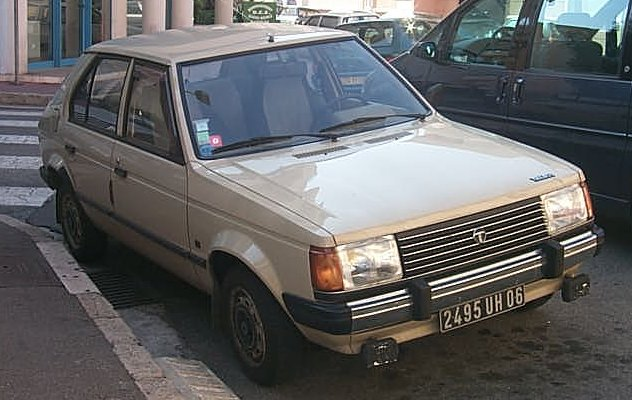
Simca-Talbot Horizon, 1978-1985

- 1982-1986 : Talbot Samba cabriolet

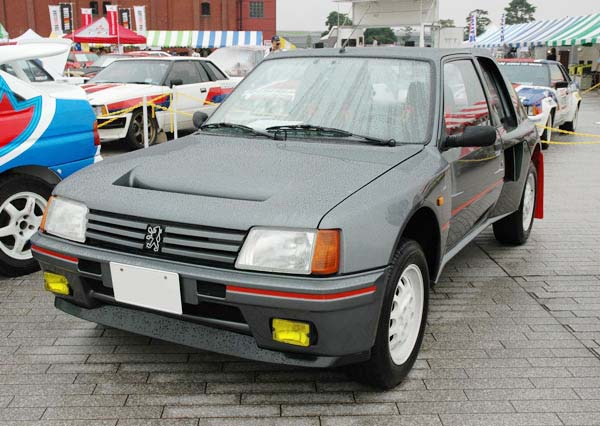
Peugeot 205 Turbo 16, 1984.

- 1983-1993 : Peugeot 205 et  205 Turbo 16
- 1985-1993 : Peugeot 309
  - 1988 : Peugeot 309 GTI
  - 1989 : Peugeot 309 GTI 16
- 1991-1993 : Citroën ZX

- 1992-2002 : Peugeot 306
  - 1997 : Peugeot 306 Restylée
  - 1998 : Peugeot 306 Tricorps

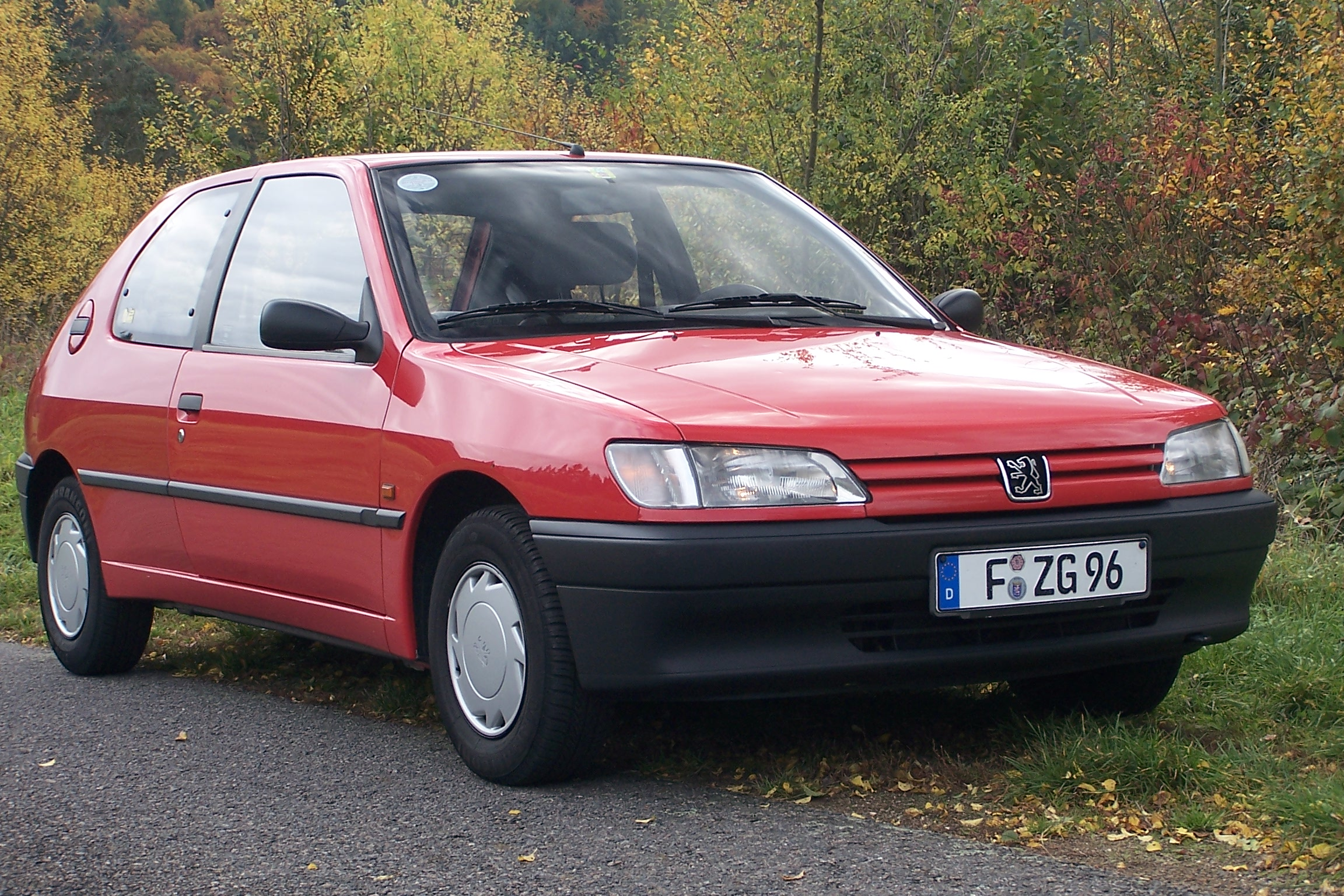
Peugeot 306, 1992-2002.

  - 1999 : Peugeot 306 Cabriolet Restylée

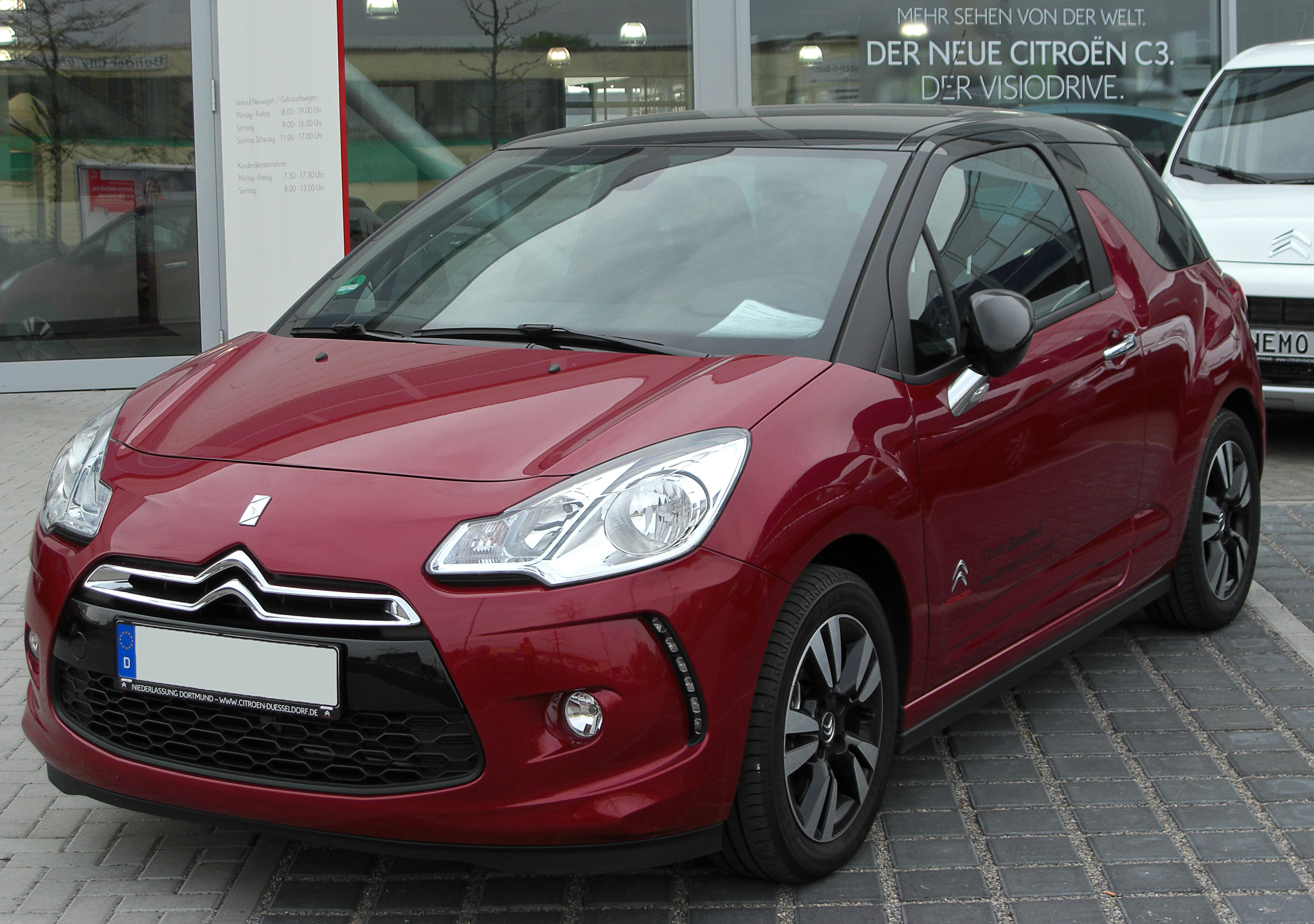
Citroën DS3.

- 2000-2012 : Peugeot 206
- 2005-2009 : Peugeot 1007
- 2006-2012 : Peugeot 207
  - 2007 : Peugeot 207 SW
- 2009-2016 : Citroën C3 II

- 2009-2019 : Citroën DS3[41]
  - 2013 : Citroën DS3 Cabrio
- 2012-2019 : Peugeot 208 I
- 2019 : DS 3 Crossback
- 2021 : Opel Mokka II

## Impact environnemental
Durant l'année 2019, l'usine produit 31 712,8 tonnes de dioxyde de carbone.